# کیستاوری
کیستاوری (به لاتین: Kistauri) یک منطقهٔ مسکونی در گرجستان است که در کاختی واقع شده‌است. کیستاوری ۱٬۷۲۹ نفر جمعیت دارد.